# Cserey Lőrinc
Nagyajtai Cserey Lőrinc (Erdély, 1754. – Köln, 1783. szeptember 27.) kancelláriai hivatalnok.

## Élete
Idősebb Cserey Farkas és Boros Kata fia, ifjabb Cserey Farkas testvére. A bölcseletet és matematikát a váci Therezianumban, a jogot Bécsben hallgatta; azután a németországi és hollandiai egyetemekre ment; onnan visszatérve az erdélyi udvari kancelláriánál fogalmazó lett Bécsben.

## Munkája
Háláló beszéd a tudományoknak felséges Mária Theresia királyi kegyes gondviselése által Budán felállított lakó helyökbe való beiktatások örvendetes napjára (Bécs, Trattner Nyomda, 1777). 
A munka később Varga Márton (1767–1818) jegyzeteivel bővítve újra megjelent (Komárom, Wéber Nyomda, 1794). Az Országos Széchényi Könyvtár katalógusában mindkét kiadás és Cserey Lőrinc 1783 előtt készült ex librise is megtalálható.